# Sư đoàn bộ binh 3 (Liên bang Nga)
Sư đoàn bộ binh ô tô Cận vệ 3 "Visla" Huân chương Cờ Đỏ, Huân chương Suvorov, Huân chương Kutuzov (tiếng Nga: 3-я мотострелковая Висленская Краснознамённая, орденов Суворова и Кутузова дивизия; số hiệu đơn vị: 54046) là một sư đoàn trực chiến của Lục quân Liên bang Nga, nằm trong thành phần của Tập đoàn quân binh chủng hợp thành Cận vệ 20. Sư đoàn được thừa kế lịch sử và quân công của Sư đoàn 3 của Hồng quân Liên Xô: Vì đã vượt sông Visla, đơn vị đã được mang tên "Visla"; vì đã chiếm được pháo đài Breslau của Đức Quốc Xã, được trao Huân chương Cờ đỏ; vì đã chiếm được thành phố Hindenburg, được trao Huân chương Suvorov hạng nhì; và vì chiếm được các thành phố Ratibor và Bislau, được trao Huân chương Kutuzov hạng nhì.
Sư đoàn được thành lập năm 1997 trên cơ sở hợp nhất hai sư đoàn xe tăng số 31 và 47 của Quân khu Moskva. Sau khi thành lập, hai trung đoàn của Sư đoàn 3 đã tham chiến tích cực trong Chiến tranh Chechnya.
Tháng 3 năm 2009, Sư đoàn 3 bị giải thể, biên chế lại thành hai lữ đoàn độc lập là Lữ đoàn xe tăng số 6 và Lữ đoàn bộ binh số 9.
Năm 2016, Lữ đoàn bộ binh số 9 lại được tổ chức lại thành Sư đoàn bộ binh 3.
Sư đoàn bộ binh 3 đã tham gia tích cực trong Chiến tranh Nga-Ukraina.
Tại thời điểm 2021, Sư đoàn bộ binh 3 bao gồm:
- Trung đoàn xe tăng 237 (số hiệu đơn vị: 91726)[2][3]
- Trung đoàn bộ binh 245 (thành lập tháng 12 năm 2021)[4]
- Trung đoàn bộ binh 252 (91711)[2][3]
- Trung đoàn bộ binh Cận vệ 752 (34670)[2][3]
- Tiểu đoàn trinh sát 84 (22263)[2][3]
- Trung đoàn tên lửa phòng không 1143[3]
- Trung đoàn pháo tự hành 99 (91727)[2][3]
- Tiểu đoàn chống tăng 159 (81989)[2]

## Hình ảnh

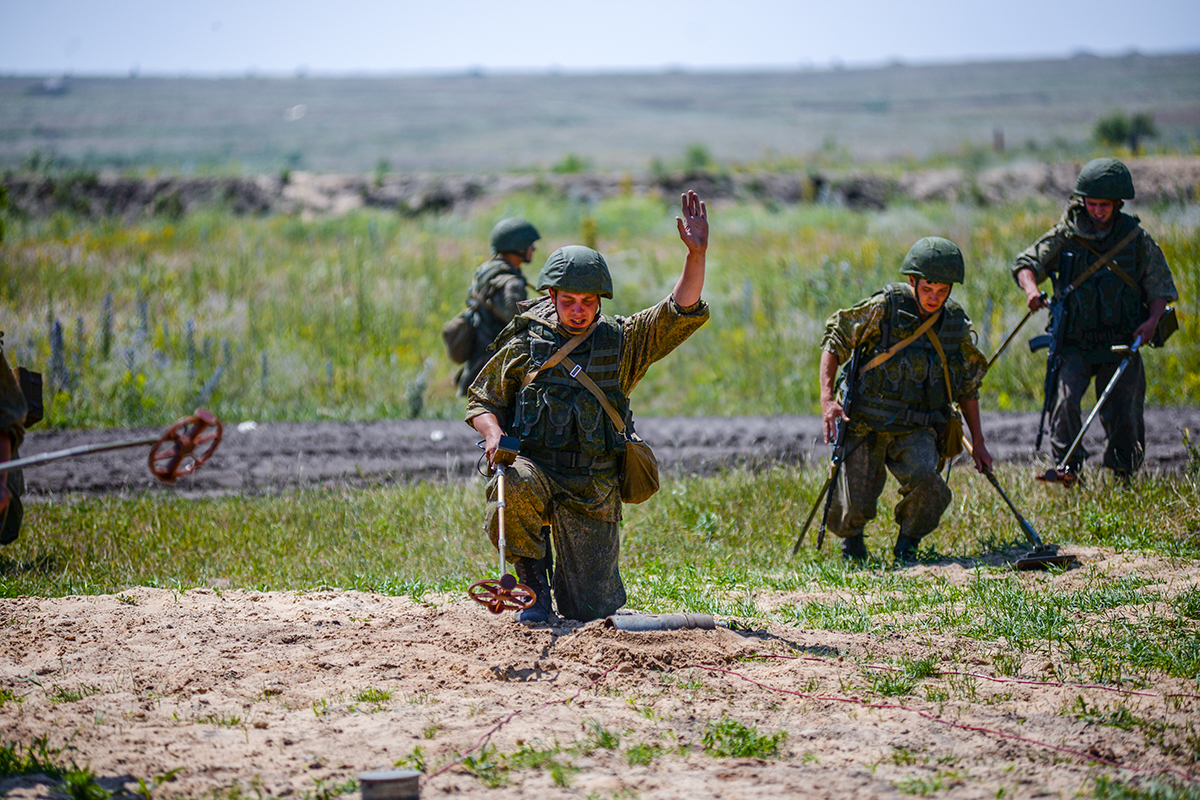
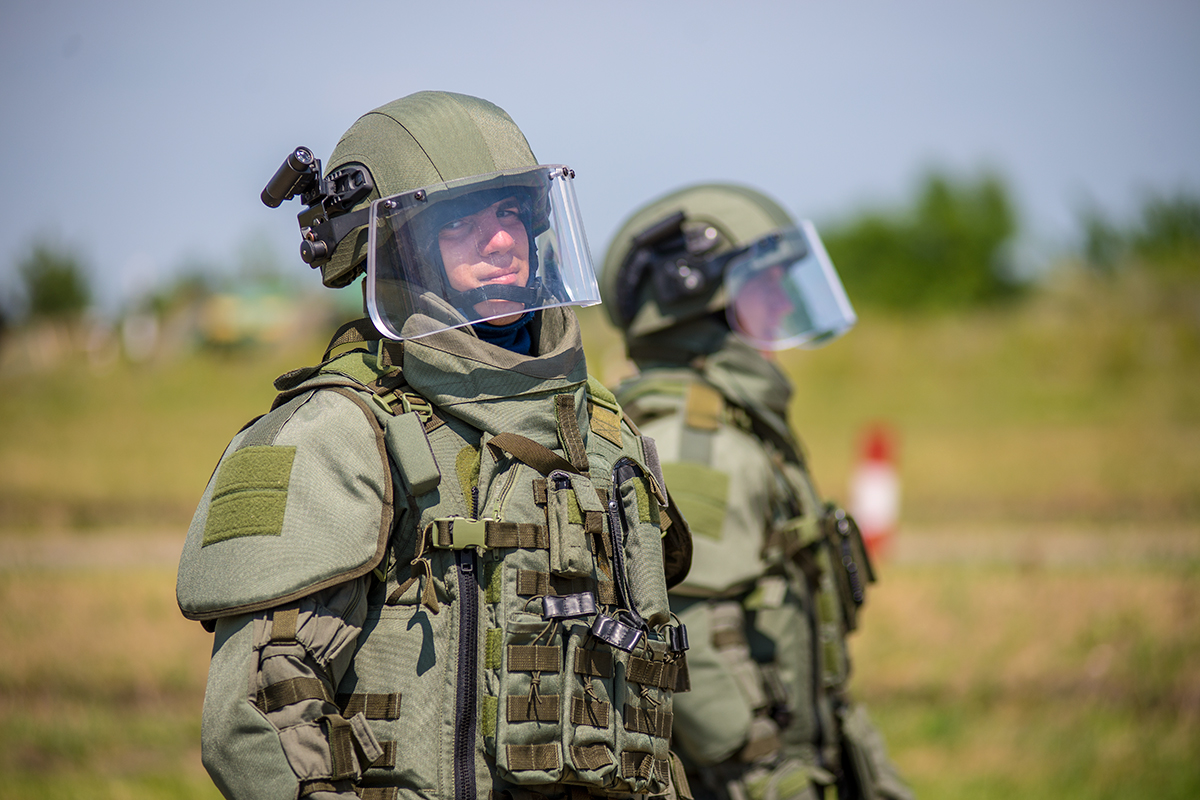
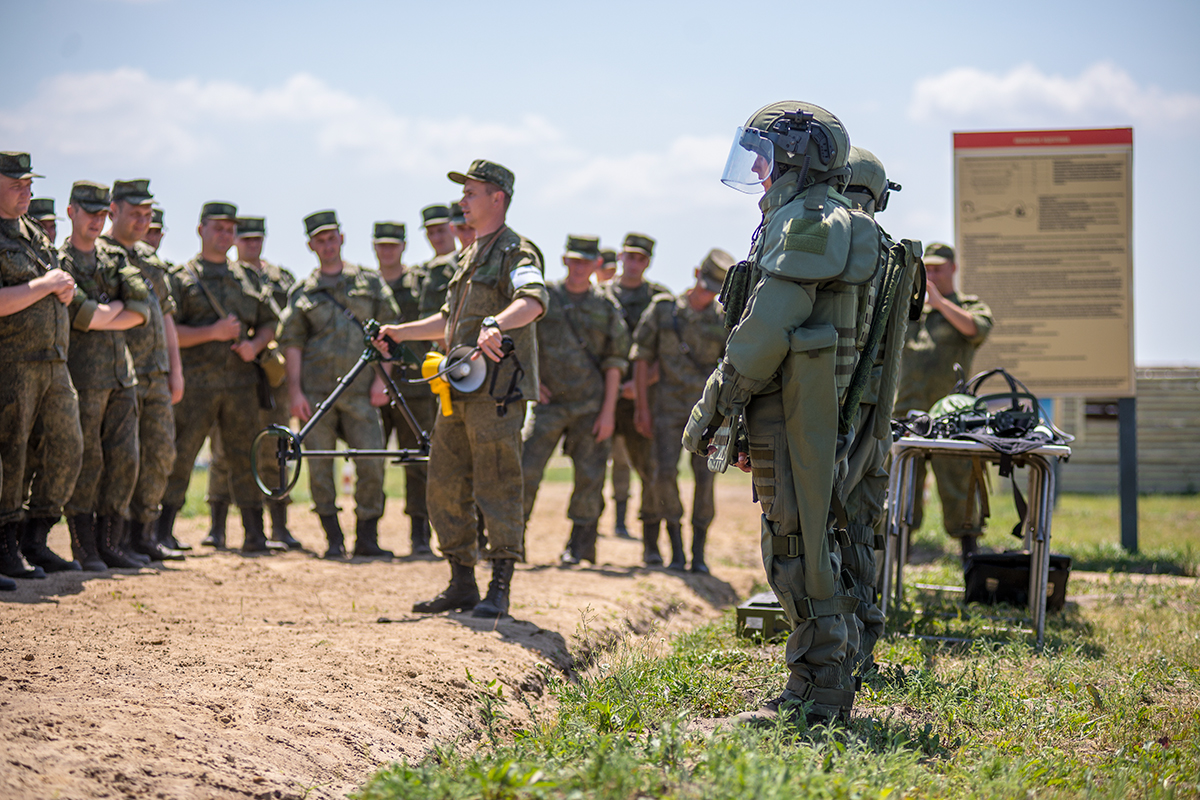
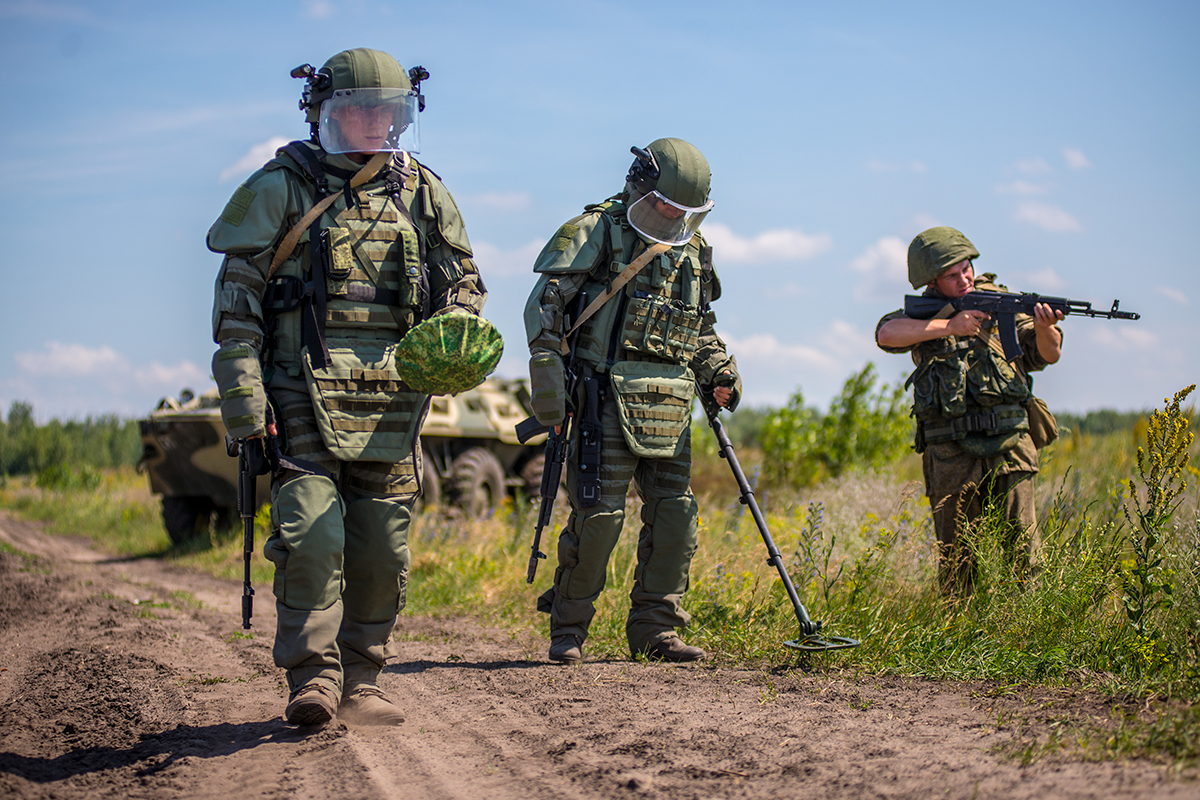
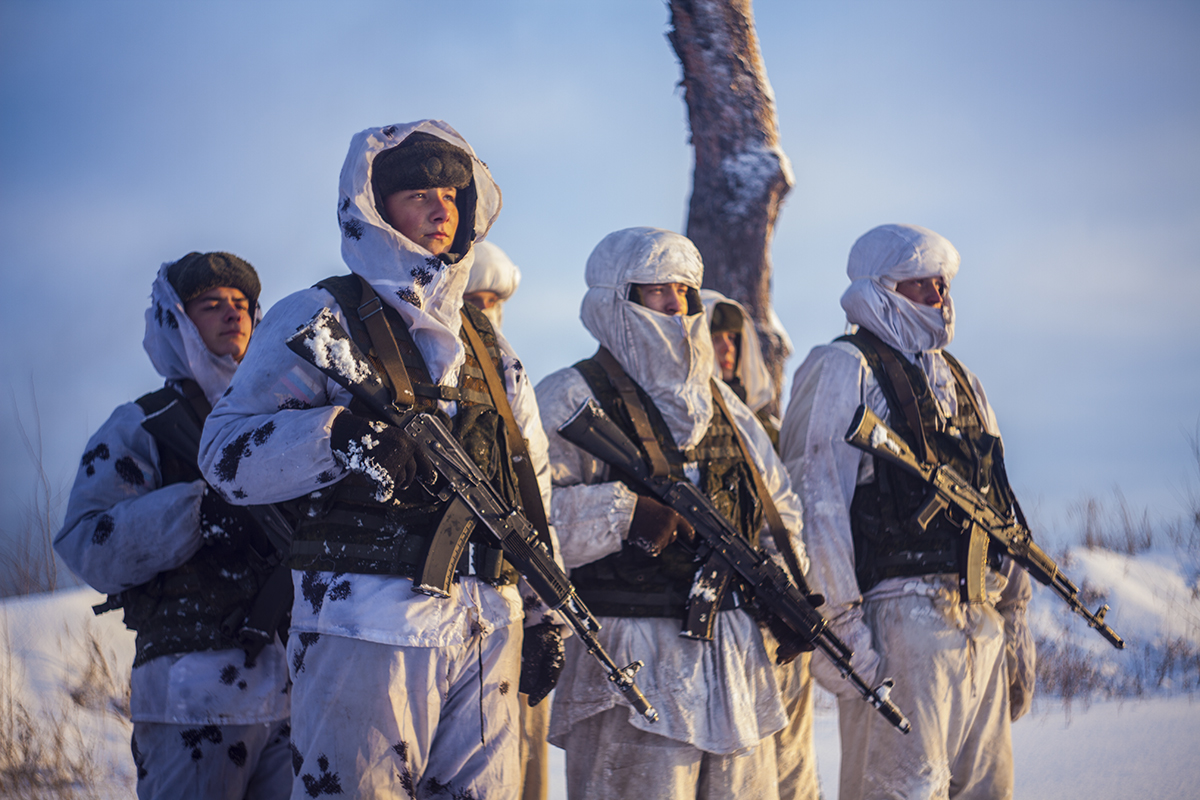
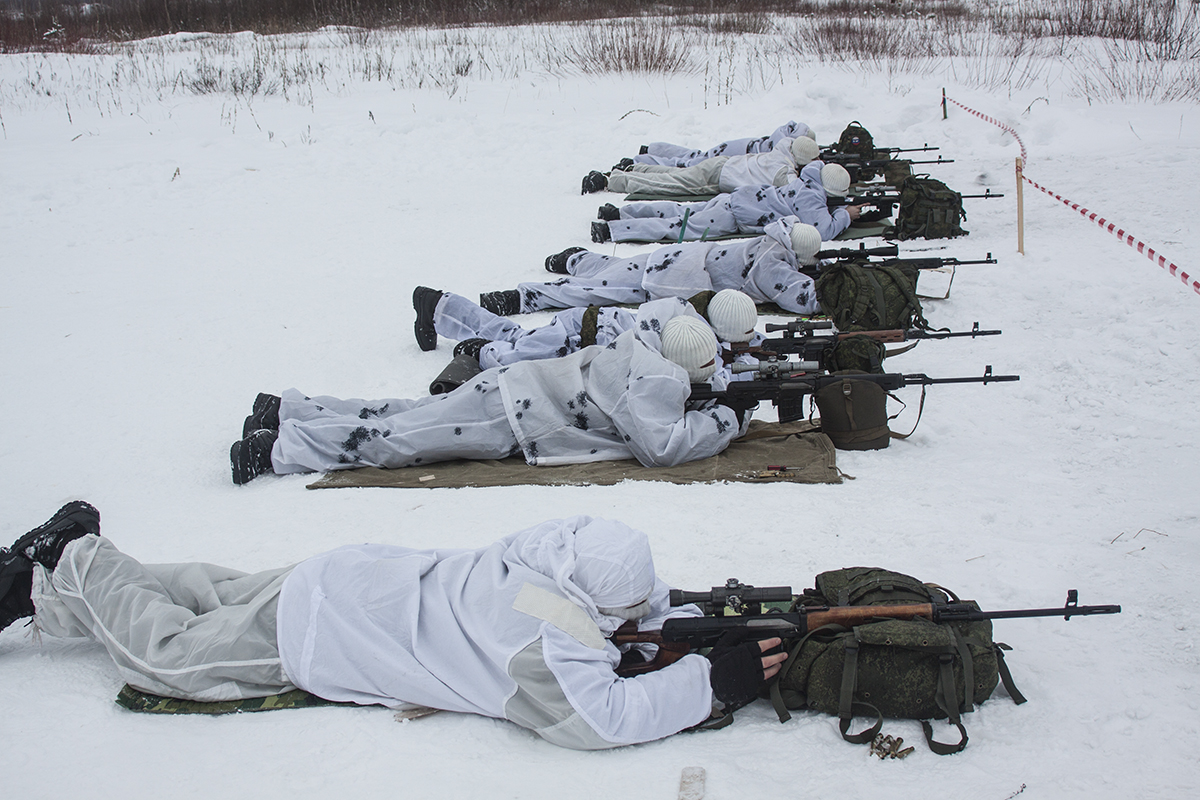
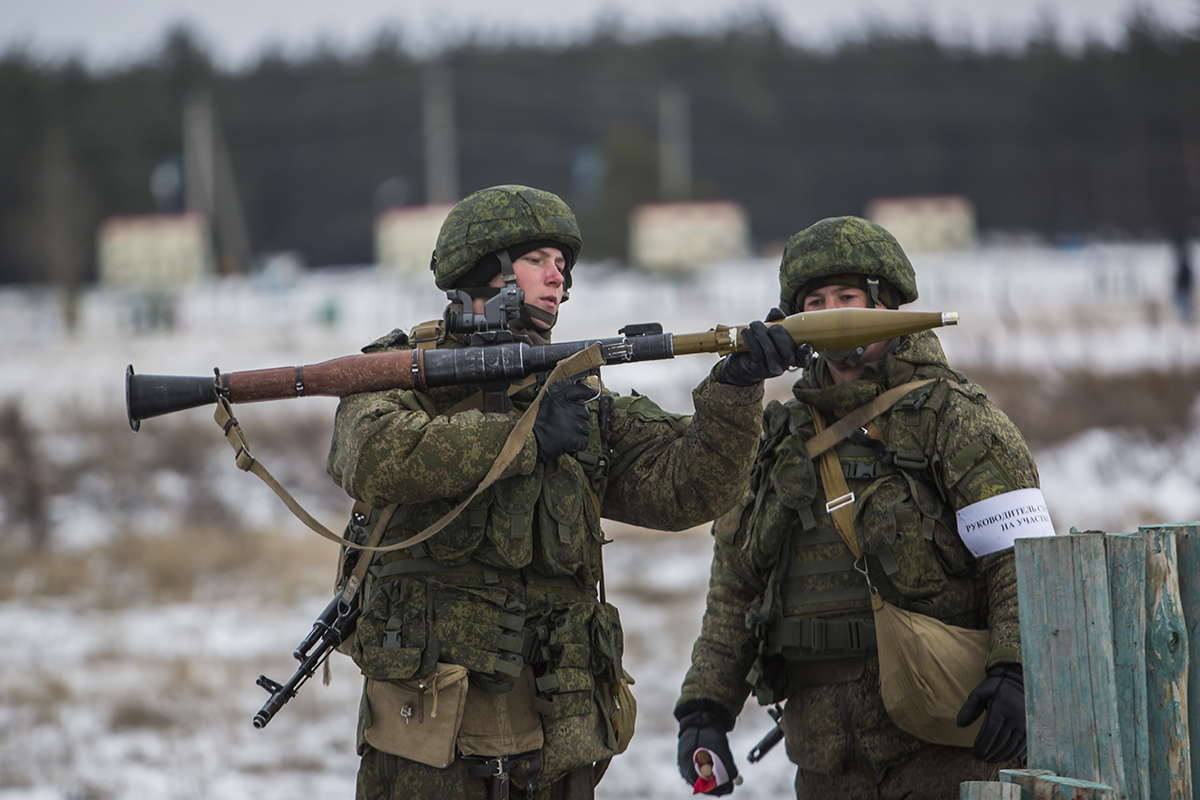
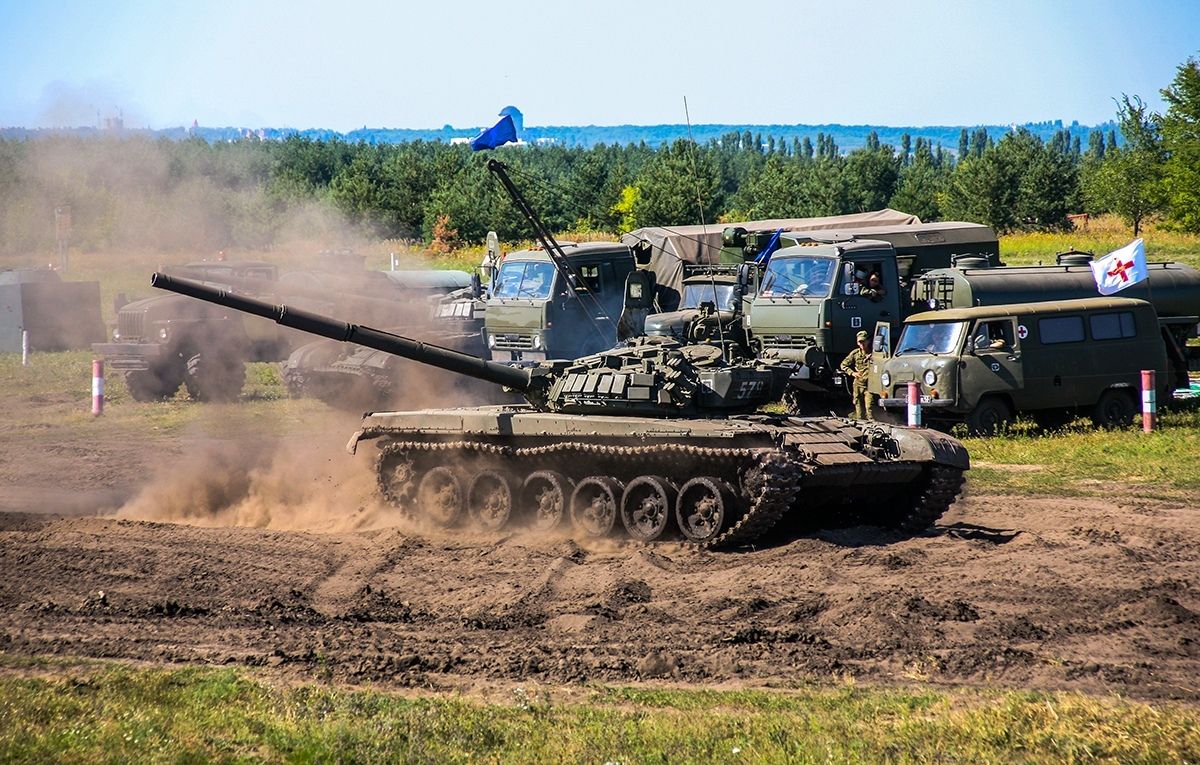
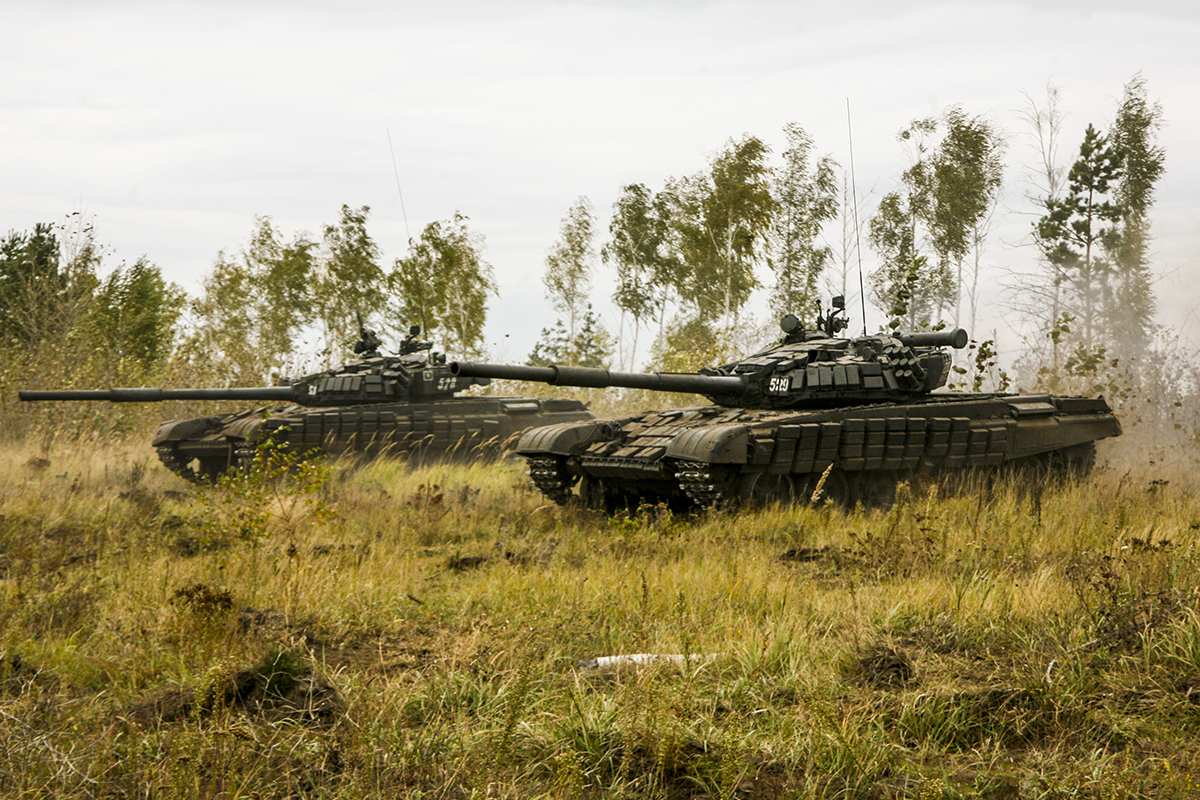